# Karl Antal Mühlberger
Karl Antal Mühlberger (* 4. Oktober 1869 in Wien; † 13. Oktober 1943 ebenda) war ein österreichischer Künstler und Politiker der SDAPDÖ.
Der 1869 in Wien als Sohn des Verlegers Friedrich Mühlberger und der ungarischen Gräfin Maria Széchenyi geborene Karl Antal Mühlberger, ein Cousin des Komponisten Karl Mühlberger, studierte auf Wunsch seiner Eltern an der Heeresakademie in Wiener Neustadt und schlug zunächst die Laufbahn eines Berufsoffiziers ein. Auf Grund einer Verletzung musste er aus dem aktiven Militärdienst ausscheiden und wandte sich hauptberuflich seiner heimlichen Leidenschaft, der Druckkunst zu.
Durch seine ständige Weiterentwicklung des Steindrucks (Lithografie) avancierte er zur Jahrhundertwende zu einem gefragten Partner zeitgenössischer Künstler. Wegen der hohen Verkaufspreise der von ihm mit geschaffenen Kunstwerke entwickelte er kostengünstigere Methoden, die es letztlich erlaubten, dass gedruckte Medien, insbesondere die aufwändigen Farbdrucke und auch großformatige Grafiken, den Einzug in die Werbewelt fanden.
Durch die jahrelange Freundschaft mit Karl Renner verstärkte sich sein soziales Engagement, so dass der Sohn einer großbürgerlichen Familie letztlich der SDAPDÖ beitrat, und auch als Mitglied der Nationalversammlung bei der Wahl der konstituierenden Nationalversammlung am 5. Juni 1919 angelobt wurde. Nach seinem Rückzug aus der aktiven Politik blieb Mühlberger als enger Vertrauter Karl Renners zeitlebens der Sozialdemokratie verbunden und widmete sich besonders dem sozialen Wiener Gemeindebau.